# Shinnosuke Takahashi
Shinnosuke Takahashi (jap. 高橋 信之介, Takahashi Shinnosuke; * 1978 in der Präfektur Kanagawa) ist ein japanischer Jazzmusiker (Schlagzeug).
Takahashi arbeitete ab den frühen 2000er-Jahren in Japan u. a. mit Shūji Atsuta und Miyanoue Yoshiaki (Sweet and Lovely, 2000), Yoshiki Uta (Touch!),  Ayako Shirasaki (Musically Yours), im folgenden Jahrzehnt auch mit Makoto Ozone (Jungle - Featuring No Name Horses). In den Vereinigten Staaten spielte er mit Don Friedman, Jon Davis, Eric Person und mit Marcus Printup, auf dessen Alben Peace in the Abstract und Bird of Paradise: The Music of Charlie Parker er zu hören ist. 2011 entstand sein Debütalbum Blues 4 Us - Live at Pit Inn, an dem Atsushi Ikeda (Altsaxophon), Yosuke Yamashita (Piano) und Kengo Nakamura (Kontrabass) mitwirkten. Im Bereich des Jazz war er zwischen 2000 und 2014 an 16 Aufnahmesessions beteiligt.